# باغ‌وحش ماگدبورگ
باغ‌وحش ماگدبورگ (به آلمانی: Zoologischer Garten Magdeburg or Zoo Magdeburg) یک باغ‌وحش در شهر ماگدبورگ در منطقه زاکسن-آنهالت آلمان است.

باغ‌وحش با مساحت ۱۶ هکتار در سال ۱۹۵۰ تأسیس شد. این باغ‌وحش سالانه ۳۴۰٫۰۰۰ بازدیدکننده دارد. همچنین دارای پارک کودک نیز است.

در سال ۲۰۱۵ باغ‌وحش حدود ۱٬۴۰۰ حیوان را از ۱۹۰ گونه نگهداری می‌کرد.

## تاریخچه
پس از جنگ جهانی دوم درخواست عمومی برای توسعه یک باغ‌وحش وجود داشت.

بسیاری از داوطلبان در ایجاد این بنا شرکت کردند که در ۱ ژوئیه ۱۹۵۰ افتتاح شد.

در سال ۱۹۵۷ تصمیم گرفتند باغ‌وحش را بزرگتر کنند و در سال ۱۹۵۹، ۲۰ هکتار به آن اضافه کردند و نام آن به باغ‌وحش ماگدبورگ تغییر یافت.

در سال ۱۹۶۰ اولین فیل از آسام هند وارد باغ‌وحش شد. یک فیل آسیایی زنانه به نام سونجا که در سال ۱۹۷۱ در اثر آبله از بین رفت.

در سال ۱۹۸۱ بازسازی باغ‌وحش آغاز شد و بسیاری از نمایشگاه‌های کلاسیک جایگزین نمایشگاه‌های مدرن شدند.

## نگارخانه

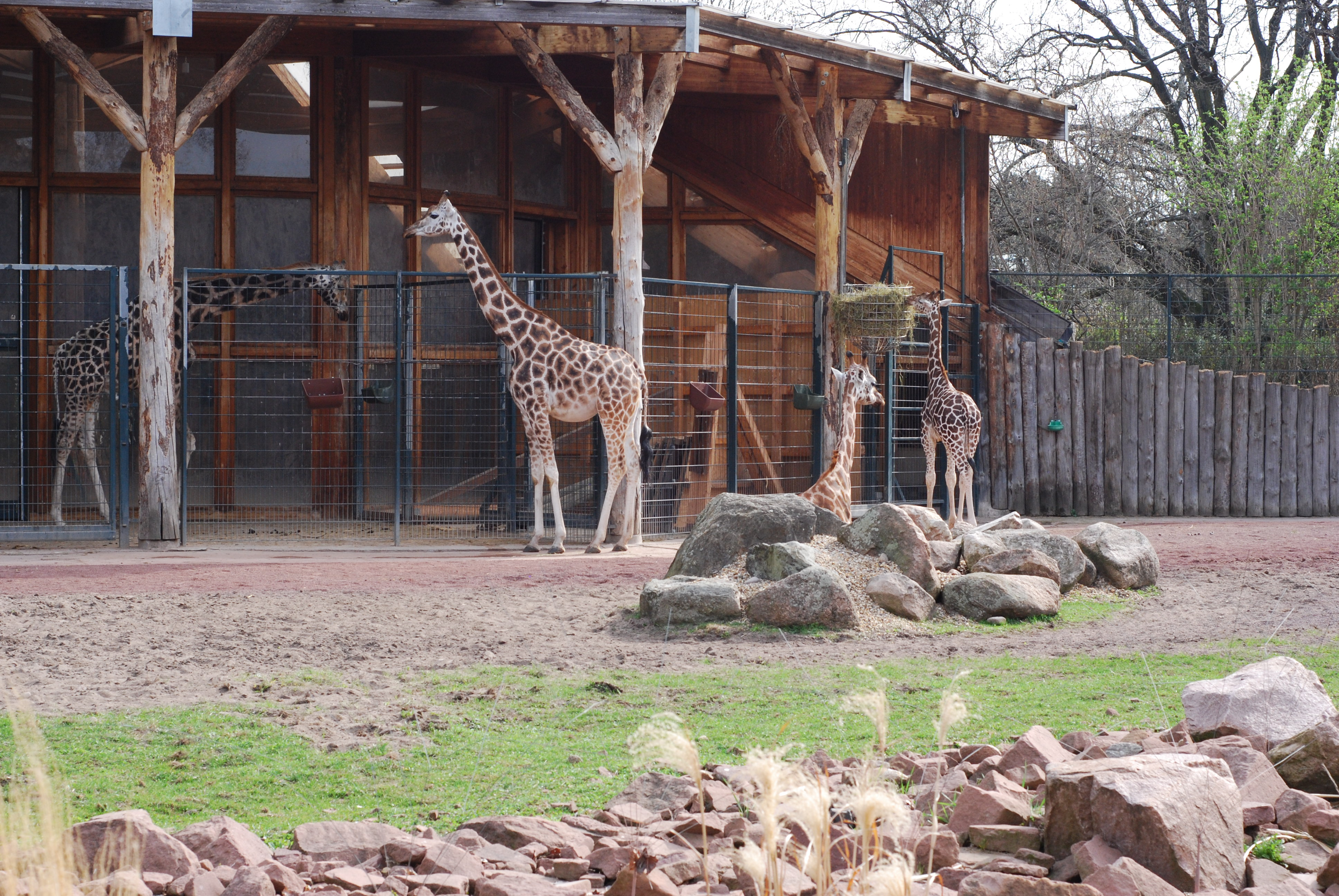
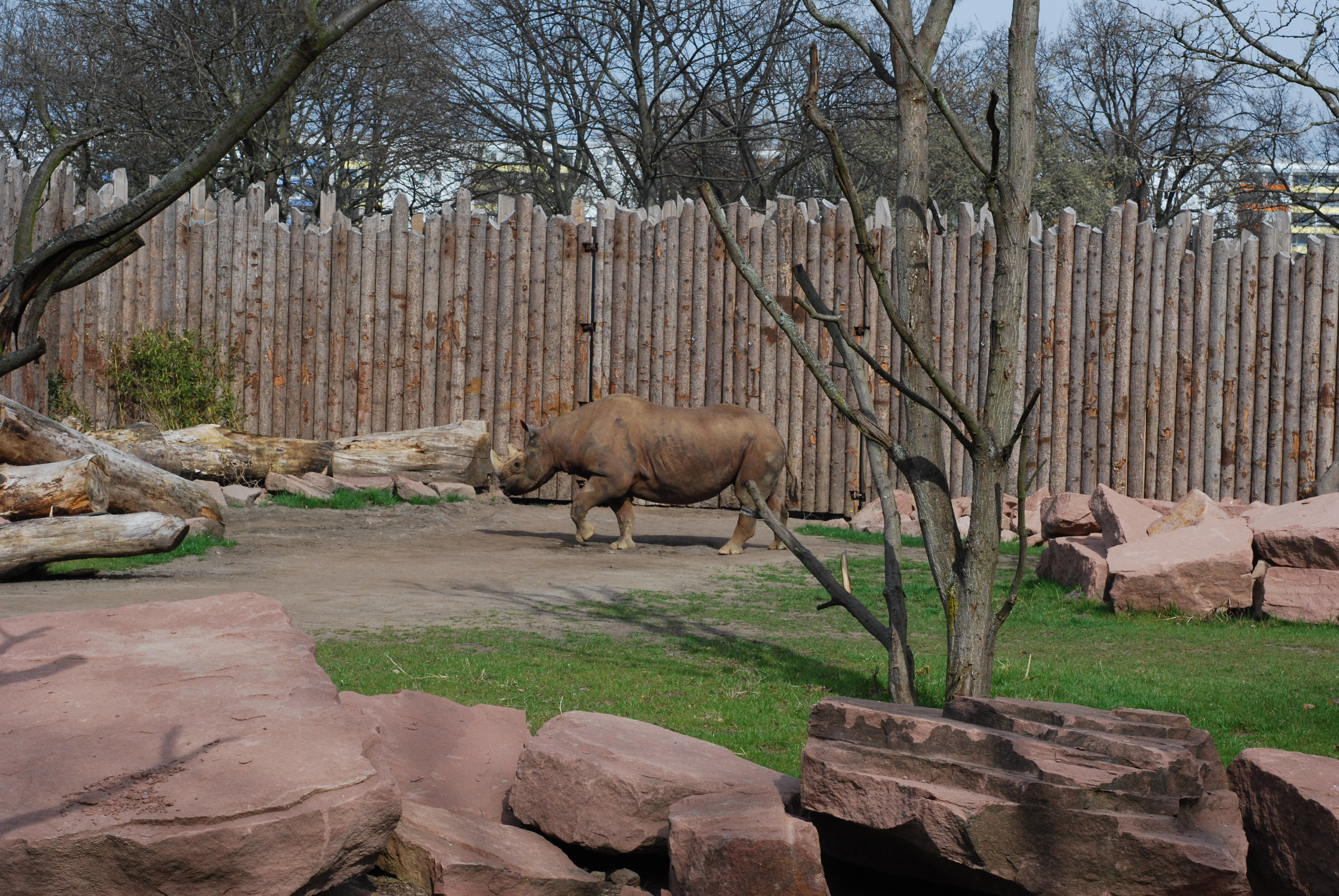
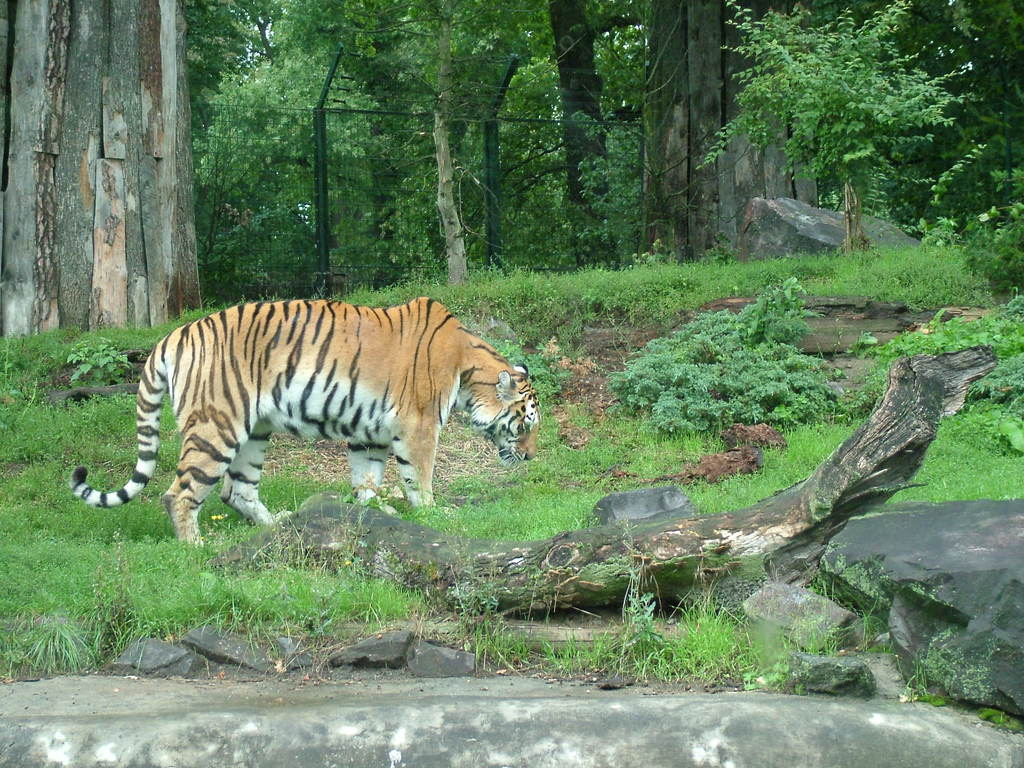
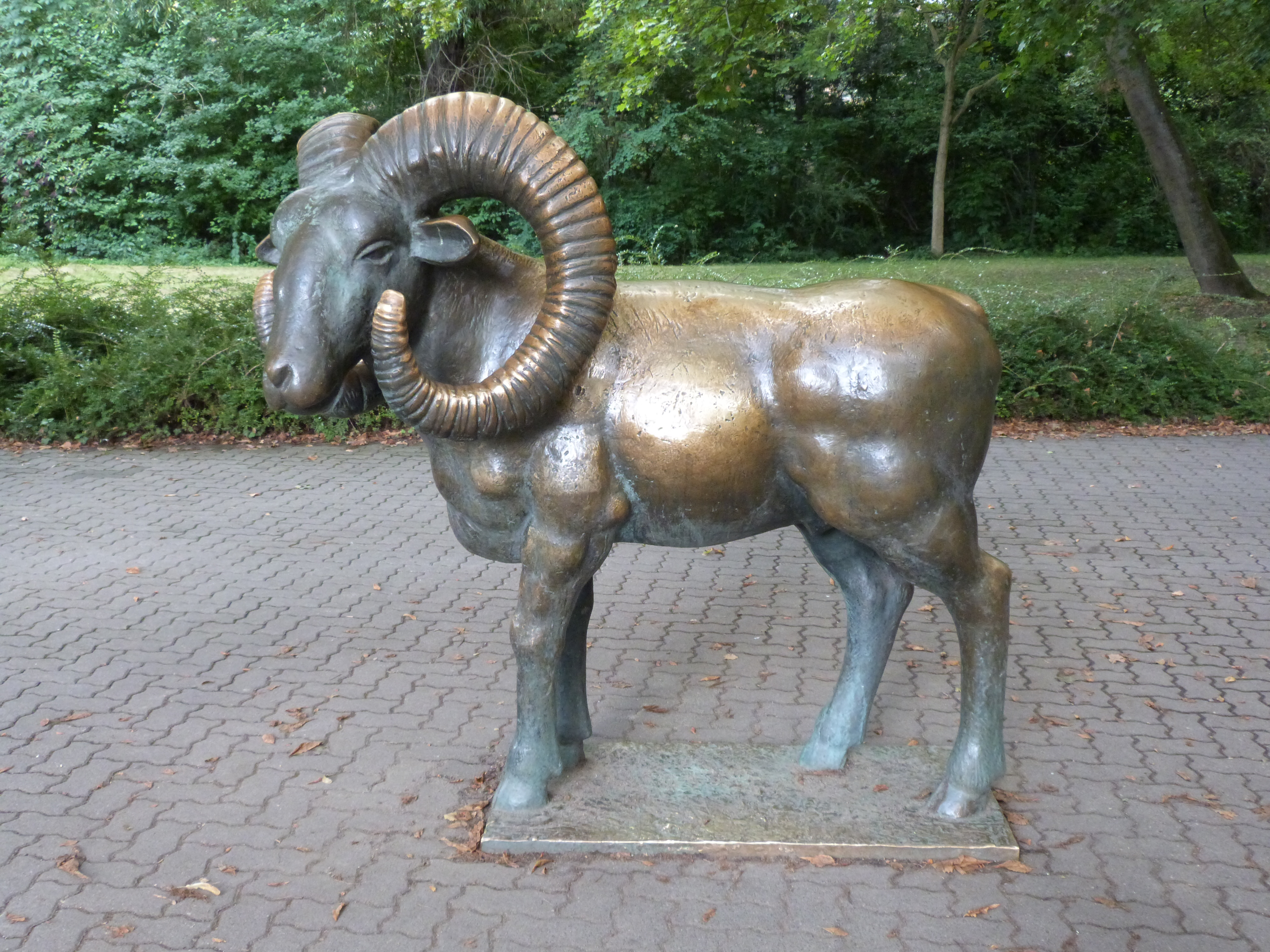